# Sonoma conifera
Sonoma conifera är en skalbaggsart som beskrevs av Chandler 1986. Sonoma conifera ingår i släktet Sonoma och familjen kortvingar. Inga underarter finns listade i Catalogue of Life.